# Ficalhoa
Ficalhoa es un género monotípico de plantas  perteneciente a la familia Sladeniaceae. Su única especie: Ficalhoa laurifolia Hiern, es originaria de África.

## Descripción
Es un árbol que alcanza un tamaño de  6-30 m de altura, de hoja perenne, está muy ramificado, con pequeños contrafuertes en la base y fuste a 1,5 m; la corteza es marrón, áspera y fisurada, segrega un látex blanco abundante.

## Distribución y hábitat
Se encuentra la selva siempreverde, en la rivera de los ríos, en los bosques, matorrales, arroyos, tierras cultivadas y en las zonas despejadas de bosque, a una altitud de 1350-2400 m en Angola, Congo, Tanzania y Mozambique.

## Taxonomía
Ficalhoa laurifolia fue descrita por William Philip Hiern y publicado en Journal of Botany, British and Foreign 36: 329, pl. 390, en el año 1898.